# Parabacillus
Parabacillus is een geslacht van Phasmatodea uit de familie Heteronemiidae. De wetenschappelijke naam van dit geslacht is voor het eerst geldig gepubliceerd in 1903 door Caudell.

## Soorten
Het geslacht Parabacillus omvat de volgende soorten:
- Parabacillus coloradus (Scudder, 1893)
- Parabacillus hesperus Hebard, 1934
- Parabacillus palmeri (Caudell, 1903)